# Michelle De Andrade
Pour les articles homonymes, voir De Andrade.
Michelle De Andrade, née le 14 juillet 1997 à Caracas, est une actrice vénézuélienne de telenovelas aussi bien vénézuéliennes qu'américaines.

## Carrière
En 2018, elle tient le rôle de Génesis Pérez dans la série télévisée américaine Mi familia perfecta,.

## Filmographie
- 2015 : A puro corazón (es) (série télévisée) : Patricia (120 épisodes)
- 2017 : Para verte mejor (série télévisée) : Ana de los Ángeles Barranco (92 épisodes)
- 2018 : Mi familia perfecta (série télévisée) : Génesis Pérez (65 épisodes)